# اکسلاچ
اکسلاچ (به آلمانی: Achslach) یک شهر در آلمان است که در بایرن واقع شده‌است.

## خصوصیات
اکسلاچ ۳۰٫۰۵ کیلومترمربع مساحت دارد ۶۰۰ متر بالاتر از سطح دریا واقع شده‌است.